# 1581 en France
Chronologie de la France
- 1577
- 1578
- 1579
- 1580
- 1581
- 1582
- 1583
- 1584
- 1585

## Événements
- 5 janvier : inondation du Rhône et de la Durance à Avignon. Recrudescence le 6 février[1].
- Janvier : le roi est malade[2].

- 21 février : déclaration instituant un droit de traite perçu sur les cartes à jouer[3].
- Mars : peste à Marseille[4].

- 26 avril : réunion des Églises protestantes de France à Montauban qui le 7 mai reconnaissent Henri de Navarre comme leur protecteur[5].

- 2 mai : mort en duel de Guy de Livarot, favori du roi[2].

- 9 août : la Cour des aides enregistre la déclaration du 18 juillet portant sur le doublement du droit d’entrée sur les vins à Paris (de 5 à 10 sols)[6].

Le Duc d'Anjou fait lever le siège de Cambrai, dans l'année 1581, gravure de Jan Luyken.

- 19 août : prise de Cambrai par le duc d’Anjou[7].

- 7 septembre : enregistrement au Parlement des lettres d’érection du duché-pairie de Joyeuse[7].
- 15 septembre : Jean-Louis de Nogaret de La Valette acquiert la charge de colonel général de l’infanterie[7].
- 24 septembre : mariage du duc de Joyeuse avec Marguerite de Vaudémont[7].

- 3 octobre : nouveau tarif douanier protecteur[8].
- 5 octobre : disgrâce de François d’O[7].
- 15 octobre : représentation donnée à l’hôtel du Petit-Bourbon, près du Louvre, du Ballet comique de la reine en l’honneur du mariage du duc de Joyeuse avec Marguerite de Vaudémont, conçu par Balthazar de Beaujoyeulx[9].

- 22 novembre : fiançailles du duc d’Anjou avec la reine Élisabeth d’Angleterre[7].
- 27 novembre : enregistrement au Parlement des lettres d’érection du duché-pairie d’Épernon[7].
- Décembre : édit réglementant les métiers et les techniques de fabrication[10].

## Naissances en 1581
- x

## Décès en 1581
- x